# Microplaninae
Los microplaninos (Microplaninae) son una subfamilia de gusanos de la familia Geoplanidae.

## Géneros
El Registro Mundial de Especies Marinas acepta en la subfamilia Microplaninae los siguientes géneros:
- Amblyplana Graff, 1896
- Diporodemus Hyman, 1938
- Geobenazzia Minelli, 1974
- Incapora Du Bois-Reymond Marcus, 1953
- Microplana Vejdowsky, 1890
- Othelosoma Grey, 1869
- Pseudartiocotylus Ikeda, 1911
- Statomicroplana Kawakatsu, Froehlich, Jones, Ogren & Sasaki, 2003